# Államok vezetőinek listája 605-ben
Ezen az oldalon az i. sz. 605-ben fennálló államok vezetőinek névsora olvasható földrészek, majd országok szerinti bontásban.

## Európa
- Avar Kaganátus
  - Kagán: II. Baján (602–617)

- Bizánci Birodalom
  - Császár: Phókasz (602-610)

- Frank Birodalom
  - Király: II. Theudebert (Austrasia, 596–612)
  - Király: II. Theuderic (Burgundia, 596–613)
  - Király: II. Chlothar (Neustria, 584–628)
  - Bajor Hercegség
    - Herceg: I. Tassilo (593–610)

  - Gascogne-i Hercegség
    - Herceg: Genial (602-626)

- Longobárd Királyság
  - Király: Agilulf (590–615)
  - Beneventói Hercegség
    - Herceg: I. Arichis (591–641)

  - Friuli Hercegség
    - Herceg: II. Gisulf (590–610)

  - Spoletói Hercegség
    - Herceg: Theudelapius (601–653)

- Vizigót Királyság
  - Király: Witteric (603–610)

### Britannia
- Bernicia
  - Király: Æthelfrith (592–616)

- Dál Riata
  - Király: Aidan (574–608)

- Essexi Királyság
  - Király: Sæberht (604–617)

- Gwynedd
  - Király: Iago ap Beli (kb. 599–kb. 613)

- Kelet-angliai Királyság
  - Király: Rædwald (593/599–625)

- Kenti Királyság
  - Király: Æthelberht (560/585–616/618)

- Mercia
  - Király: Pybba (593–606)

- Wessexi Királyság
  - Király: Ceolwulf (597–611)

## Ázsia
- Csampa
  - Király: Szambhuvarman (572-629)

- - Keleti Türk Kaganátus
    - Kagán: Jami (603–609)

  - Nyugati Türk Kaganátus
    - Kagán: Hesana (604-612)

- Ibériai Királyság
  - Király: I. István (kb. 590–627)

- India
  - Anuradhapura
    - Király: II. Aggabódhi (598-608)

  - Csálukja-dinasztia
    - Király: Mangalesa (597–609)

  - Kadamba
    - Király: Adzsavarman (565–606)

  - Pallava
    - Király: Szimhavisnu (575–615)

  - Pándja-dinasztia
    - Király: Maravarman Avaniszúlámani (590–620)

- Japán
  - Császárnő: Szuiko (592–628)

- Kína (Szuj-dinasztia)
  - Császár: Szuj Jang-ti (604-617)

- Korea
  - Pekcse
    - Király: Mu (600–641)

  - Kogurjo
    - Király: Jongjang (590–618)

  - Silla
    - Király: Csinphjong (579–632)

- Nepál
  - Király: Amsuverma (605-621)

- Szászánida Birodalom
  - Sah: II. Huszrau (590–628)

- Tibet
  - Király: Namri Szongcen (kb. 601-617)

## Afrika
- Akszúmi Királyság
  - Akszúmi uralkodók listája

## Amerika
- Copán
  - Király: Butz' Chan (578–628)
- Palenque
  - Király: Aj Ne Ohl Mat (605–612)

## Egyházfő
- Pápa: Sabinianus (604–606)
- Konstantinápolyi pátriárka: II. Küriakosz (595–606)

## Fordítás
- Ez a szócikk részben vagy egészben  a   Liste der Staatsoberhäupter 605 című német Wikipédia-szócikk ezen változatának fordításán alapul.  Az eredeti cikk szerkesztőit annak laptörténete sorolja fel. Ez a jelzés csupán a megfogalmazás eredetét és a szerzői jogokat jelzi, nem szolgál a cikkben szereplő információk forrásmegjelöléseként.